# Euphorbia succedanea
Euphorbia succedanea är en törelväxtart som beskrevs av Louis Cutter Wheeler. Euphorbia succedanea ingår i släktet törlar, och familjen törelväxter. Inga underarter finns listade i Catalogue of Life.